# فرسلا
فرسلا (به عربی: فرسلا) یک منطقهٔ مسکونی در لیبی است که در استان درنه واقع شده‌است.